# Кадарезе (Вербано-Кузио-Осола)
Кадарезе је насеље у Италији у округу Вербано-Кузио-Осола, региону Пијемонт.
Према процени из 2011. у насељу је живело 39 становника. Насеље се налази на надморској висини од 750 м.